# Promerops
Promerops là một chi chim trong họ Promeropidae.